# クロストレジャーズ
『クロストレジャーズ』（CROSS TREASURES）は、2009年12月3日にスクウェア・エニックスより発売されたニンテンドーDS向けゲームソフト。「Vジャンプ」（集英社）とのコラボレーションで、同誌読者の意見を反映したり、キャラクターデザインに鈴木信也を用いて漫画も連載された。

## 概要
「魔王」に連れ去られたサーシャ姫を助けるため、地下世界「ダークダンジョン」を探索するロールプレイングゲームで、戦闘はアクション要素が含まれ、最大4人でのマルチプレイに対応している。
プレイヤーキャラクターはキャラクターメイキングで行ない、自宅でのバトルスタイルのチェンジ（上級職へのクラスチェンジも可能）、武器や防具の作成といったカスタマイズが行える。

## 漫画版
鈴木信也による漫画（監修・協力：スクウェア・エニックス）が「Vジャンプ」2009年12月号から2010年5月号まで連載された。
中学1年生でゲーム好きの少年ハクトが異世界に引きずり込まれたというオリジナルストーリーになっている。

### 書誌情報
- クロストレジャーズ（集英社・ジャンプ・コミックス、ISBN 978-4-0887-0062-5）

## 関連商品
- クロストレジャーズ ウルトラトレジャーズガイド（スクウェア・エニックス、ISBN 978-4-0877-9531-8）
- クロストレジャーズサウンドトラック - 2010年5月26日、ジェネオン・ユニバーサル・エンターテイメントジャパンより発売。